# Suez
Suez (tiếng Ả Rập: السويس as-Suways ; tiếng Ả Rập Ai Cập: es-Sewēs, el-Sewēs phát âm [esseˈweːs]) là thành phố cảng (dân số khoảng 497.000) ở đông bắc Ai Cập, nằm trên bờ biển phía bắc Vịnh Suez (thuộc Biển Đỏ), gần bến phía nam của Kênh đào Suez. Thành phố có ba bến cảng, Adabya, Ain Sukhna và Port Tawfiq, tạo nên một vùng đô thị. Đường sắt và các xa lộ kết nối thành phố với Cairo, Port Said, và Ismailia. Suez có một nhà máy hóa dầu có đường ống đưa sản phẩm tới nơi hoàn thiện ở Cairo.

## Sách
- Chrisholm, Hugh (1911), The Encyclopædia Britannica: a dictionary of arts, sciences, literature and general information, Encyclopædia Britannica
- Forgotten Books, The Churches and Monasteries of Egypt and Some Neighbouring Countries, Forgotten Books, ISBN 1440060096
- Houtsma, Martijn Theodoor; Wensinck, A.J. (1993), E.J. Brill's First Encyclopaedia of Islam, 1913-1936, BRILL